# Eddie Pacheco
Eduardo Alvir Pacheco (Manila, 4 gennaio 1936 – 9 dicembre 2009) è stato un cestista e calciatore filippino.

## Carriera

### Pallacanestro
Pacheco ha giocato a basket livello giovanile nel San Beda College e nell'Università di Santo Tomás: ha successivamente giocato con i YCO Red Painters. Con le Filippine ha disputato le Olimpiadi del 1960 ed ha partecipato al Torneo Pre-Olimpico FIBA 1964, senza riuscire a qualificarsi per i Giochi di Tokyo.

### Calcio
Giocatore del San Beda College e dell'Università di Santo Tomás, con la nazionale di calcio ha disputato i Giochi asiatici del 1954 (realizzando anche una rete contro il Vietnam) e del 1958.